# Île flottante
Île flottante (tradotto in italiano "isola galleggiante") è un dessert della cucina francese.
Sebbene sia ignota l'origine precisa della ricetta, è molto diffusa in tutto il territorio francese ed è reperibile in molti bistrò, dove è chiamata anche œufs à la neige (uova alla neve). Viene consumata sia come dolce dopo un pasto, che da sola come colazione o merenda.
Il dolce è diffuso anche in Romania, dove viene chiamato lapte de pasăre, in Croazia, dove viene nominato paradizot (al Sud) o šnenokle (al Nord), in Ungheria, dove è definito madártej ,in Bulgaria dove è chiamato Плуващ остров (Pluvašt ostrov), in Italia, in Liguria, dove è chiamato sciumette e in Slovacchia vtáčie mlieko.

## Caratteristiche
Consiste in una quenelle di albume e zucchero scottata brevemente in acqua bollente (una specie di meringa soffice) e poi posta a "galleggiare" su una base di crema inglese. Le due parti sono preparate separatamente e unite al momento del servizio; il tutto viene poi condito con caramello e granella di mandorle tostate.
Può essere servita fredda o a temperatura ambiente.

## Varianti
Tra le varianti esistenti, vi è la cottura della meringa in forno invece che in acqua, l'uso della crema alla vaniglia invece della crema inglese o la decorazione con frutta secca caramellata. La crema, di solito leggera e liquida, a volte viene sostituita con una crema pasticcera più densa usata per coprire la meringa. 
Ne esistono versioni anche senza uova, realizzate con preparati industriali per meringhe vegane.
Si tratta di un dessert relativamente leggero e moderatamente dolce, tanto che se preparato con le dovute accortezze può essere consumato anche da persone che soffrono di diabete o problemi cardiaci.